# 田中利明
田中利明（日语：／ Tanaka Toshiaki，1935年2月24日—1998年2月6日），日本男子乒乓球运动员。他曾获得5枚世界乒乓球锦标赛金牌，2枚银牌和2枚铜牌。他也参加了1958年亚洲运动会，获得两枚银牌。